# 萊什諾縣

51°51′N 16°34′E / 51.850°N 16.567°E
萊什諾縣（波蘭語：Powiat leszczyński），是波蘭的縣份，位於該國中西部，由大波蘭省負責管轄，首府設於萊什諾，面積805平方公里，2006年人口50,024，人口密度每平方公里62人。